# Arkadiusz Malarz
Arkadiusz Malarz (Pułtusk, Polonia, 19 de junio de 1980) es un exfutbolista y entrenador polaco, que en la actualidad ejerce como entrenador de porteros del Legia de Varsovia.

## Carrera
Arkadiusz Malarz se crio en las categorías inferiores del Nadnarwianka Pułtusk de su ciudad natal. En 1998 se marchó al Polonia Varsovia y posteriormente al Gwardia Varsovia. Sin embargo, no llegó a disputar ningún partido hasta firmar por el Świt Nowy Dwór Mazowiecki en 2001. Cuatro años después, el Amica Wronki decidió fichar a Malarz, el cual se marchó en 2006 en condición de cedido al Lech Poznań.
Ese mismo año partió a Grecia, firmando por el Skoda Xanthi. Malarz mantuvo su portería a cero en siete partidos consecutivos, hasta finalmente encajar un gol después de 683 minutos. Ese mismo año ganó el título de Portero del año en Grecia. Entre 2007 y 2012 Malarz jugó para el Panathinaikos, en el OFI Creta (cedido), en el Larissa, el AEL Limassol chipriota y el Panachaiki GE griego.
En 2012 se marchó de nuevo a Chipre, jugando para el Ethnikos Achnas y disputando 22 partidos. Regresó de nuevo a Polonia al año siguiente, tras firmar por el GKS Bełchatów. Ese mismo año el Bełchatów ascendió a la Ekstraklasa, gracias a la sensacional actuación de Malarz con el conjunto polaco (llegando a disputar más de cincuenta partidos con el GKS Bełchatów). Finalmente en 2015 fue fichado por el Legia de Varsovia, donde permanecería durante cuatro temporadas, hasta finalizar su contrato en junio de 2019. Tras dos meses sin equipo, en septiembre firmó con el ŁKS Łódź para las siguientes dos temporadas. En 2021 anunció su retiro como futbolista profesional, pasando a formar parte del equipo directivo del Legia de Varsovia y ejerciendo como entrenador de porteros del club varsoviano.

## Clubes
| Club                      | País    | Año       |
| ------------------------- | ------- | --------- |
| Polonia Varsovia          | Polonia | 1998-2000 |
| Gwardia Varsovia          | Polonia | 2000-2001 |
| Świt Nowy Dwór Mazowiecki | Polonia | 2001-2004 |
| Amica Wronki              | Polonia | 2004-2006 |
| → Lech Poznań (cedido)    | Polonia | 2006      |
| Skoda Xanthi FC           | Grecia  | 2006-2007 |
| Panathinaikos F.C.        | Grecia  | 2007-2009 |
| → OFI Creta (cedido)      | Grecia  | 2008-2009 |
| AE Larisa                 | Grecia  | 2009-2010 |
| AEL Limassol FC           | Chipre  | 2010-2011 |
| Panachaiki GE             | Grecia  | 2011-2012 |
| Ethnikos Achnas           | Chipre  | 2012-2013 |
| GKS Bełchatów             | Polonia | 2013-2014 |
| Legia de Varsovia         | Polonia | 2015-2019 |
| ŁKS Łódź                  | Polonia | 2019-2021 |

## Palmarés
Legia de Varsovia
- Ekstraklasa (3): 2015-16, 2016-17, 2017-18
- Copa de Polonia (2): 2015-16, 2017-18

GKS Bełchatów
- I Liga (1): 2013-14

Skoda Xanthi
- Portero del año en Grecia (1): 2006